# Robert Vaughn
Robert Francis Vaughn (ur. 22 listopada 1932 w Nowym Jorku, zm. 11 listopada 2016 w Ridgefield w stanie Connecticut) – amerykański aktor filmowy, teatralny, telewizyjny, radiowy i głosowy, także reżyser telewizyjny (Sierżant Anderson, Obrońcy).
27 lipca 1998 otrzymał własną gwiazdę w Alei Gwiazd w Los Angeles znajdującą się przy 6633 Hollywood Boulevard.

## Życiorys

### Wczesne lata
Urodził się w Nowym Jorku jako syn Marcelli Frances (z domu Gaudel), aktorki teatralnej, i Geralda Waltera Vaughna, aktora radiowego. Jego rodzina była pochodzenia francuskiego, niemieckiego, irlandzkiego i walijskiego. Jego rodzice rozwiedli się, a Vaughn mieszkał z dziadkami w Minneapolis, podczas gdy jego matka podróżowała i występowała.
Po ukończeniu North High School w Minneapolis zapisał się na studia dziennikarskie na Uniwersytet Minnesoty. Jednak po roku zrezygnował i przeprowadził się z matką do Los Angeles. Studiował w Los Angeles City College, a następnie przeniósł się do Los Angeles State College of Applied Arts and Sciences, uzyskując tytuł magistra sztuk teatralnych. Po ukończeniu college’u Vaughn został powołany do wojska, służąc jako sierżant musztry. W 1970 uzyskał tytuł doktora w komunikacji z Uniwersytetu Południowej Kalifornii. W 1972 opublikował swoją rozprawę doktorską jako książkę Tylko ofiary: studium czarnej listy show-biznesu (Only Victims: A Study of Show Business Blacklisting).

### Kariera
W 1955 wystąpił na scenie Pilgrimage Theater w Hollywood jako Judasz Iskariota w sztuce Johna Fletchera The Pilgrim. Zadebiutował w telewizji 21 listopada 1955 w odcinku Czarny piątek (Black Friday) serialu medycznego NBC Medic jako dr Charles A. Leale z Richardem Boone. W biblijnym filmie Cecila B. DeMille’a Dziesięcioro przykazań (1956) pojawił się jako bałwochwalca złotego cielca, widoczny również w scenie w rydwanie za rydwanem Yula Brynnera. W seryjnym westernie CBS Gunsmoke gościł w dwóch odcinkach - Cooter (1956) jako dzieciak i Romeo (1957) jako Andy Bowers u boku Barbary Eden. Za kreację weterana wojennego Chestera A. Gwynna w filmie Młodzi Filadelfijczycy (1959) otrzymał w 1960 jedyną w karierze nominację do Oscara dla najlepszego aktora drugoplanowego i Złotego Globu dla najlepszego aktora drugoplanowego.
W 1964 grał tytułowego duńskiego księcia w Hamlecie na scenie Pasadena Playhouse w Pasadenie. Rozpoznawalność przyniosła mu rola uprzejmego szpiega Napoleona Solo w serialu NBC Człowiek z UNCLE (1964–1968) i bogatego detektywa Harry’ego Rule w serialu Obrońcy (1972–1974). Jako Frank Flaherty w miniserialu ABC Waszyngton za zamkniętymi drzwiemi (Washington: Behind Closed Doors, 1977) otrzymał nagrodę Emmy dla najlepszego aktora drugoplanowego w serialu dramatycznym.
Jego role telewizyjne obejmują postać generała Hunta Stockwella w ostatnich 13 odcinkach serialu NBC Drużyna A (1986-1987), szulera Alberta Strollera w brytyjskim serialu kryminalnym BBC One Przekręt (2004–2012), z wyjątkiem jednego z 48 odcinków, i Miltona Fanshawa w operze mydlanej ITV Coronation Street (2012).
Stworzył szereg pamiętnych ról drugoplanowych, w tym cichego i płochliwego bandytę Lee w westernie Johna Sturgesa Siedmiu wspaniałych (1960), bogatego i wpływowego senatora USA Waltera Chalmersa z podejrzanymi powiązaniami z mafią w sensacyjnym dramacie kryminalnym Petera Yatesa Bullitt (1968), majora Paula Kruegera w dramacie wojennym Johna Guillermina Most na Renie (1969), senatora USA Gary’ego Parkera w dramacie katastroficznym Johna Guillermina Płonący wieżowiec (1974), Rossa Webstera w przygodowej komedii fantastycznonaukowej Richarda Lestera Superman III (1983) czy generała Woodbridge w sensacyjnym dramacie przygodowym Menahema Golana Oddział Delta (1986). Użyczył głosu jako komputerowy czarny charakter Prometeusz IV w horrorze fantastycznonaukowym Diabelskie nasienie (1977). W sumie zagrał w ponad 100 filmach, jednak wiele z nich to mało znane filmy telewizyjne lub nieudane produkcje tzw. klasy B.
Grał na Broadwayu jako Andrew Makepiece Ladd III w A.R. Gurneya Love Letters (1990) z Polly Bergen i w produkcji off-broadwayowskiej The Exonerated (2002). Ponadto występował gościnnie w serialach telewizyjnych, m.in.: Zorro, Bonanza, Statek miłości, Columbo, Diagnoza morderstwo, Napisała: Morderstwo, Pomoc domowa i Prawo i porządek.
Zmarł na 11 dni przed 84. urodzinami w swoim domu w Ridgefield w stanie Connecticut, w następstwie ostrej odmiany białaczki.

## Filmografia
Filmy:

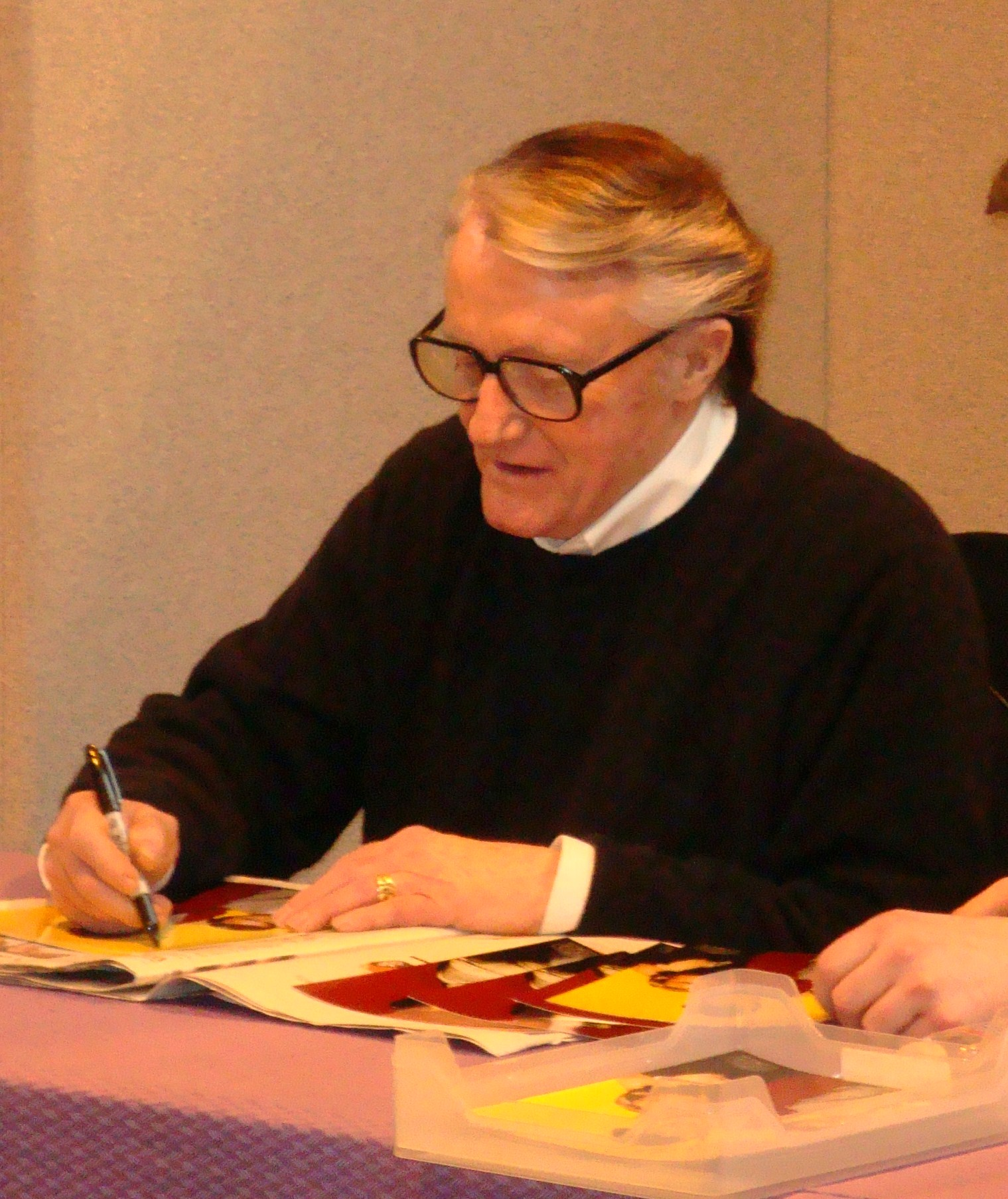
Robert Vaughn (2009)

- Dziesięcioro przykazań (1956) jako włócznik/Hebrajczyk w Złotym Cielcu (epizody)
- Młodzi Filadelfijczycy (1959) jako Chester A. Gwynn
- Siedmiu wspaniałych (1960) jako Lee
- Złapać szpiega (1964) jako Napoleon Solo
- Szpieg z moją twarzą (1965) jako Napoleon Solo
- Nasz szpieg zaginął (1966) jako Napoleon Solo
- O jednego szpiega za dużo (1966) jako Napoleon Solo
- Szpieg w zielonym kapeluszu (1966) jako Napoleon Solo
- Karate Killers (1967) jako Napoleon Solo
- Szpiedzy w helikopterze (1968) jako Napoleon Solo
- Jak ukraść świat (1968) jako Napoleon Solo
- Bullitt (1968) jako senator Walter Chalmers
- Most na Renie (1969) jako mjr Paul Kreuger
- Jeśli dziś wtorek, to jesteśmy w Belgii (1969) jako Antonio, fotograf
- Juliusz Cezar (1970) jako Casca
- Płonący wieżowiec (1974) jako senator Gary Parker
- Dziewczyna do dziecka (1975) jako Stuart
- Zagubiony transport (1978) jako płk Donald Rogers
- Miasto w strachu (1980) jako Harrison Crawford III
- Hangar 18 (1980) jako Gordon Cain
- Wirus (1980) jako senator Barkley
- Bitwa wśród gwiazd (1980) jako Gelt
- S.O.B. (1981) jako David Blackman
- Superman III (1983) jako Ross Webbster
- Oddział Delta (1986) jako gen. Woodbridge
- Wschód Czarnego Księżyca (1986) jako Ed Ryland
- Książę Bel Air (1986) jako Stanley Auerbach
- Wybrzeże Szkieletów (1987) jako płk Schneider
- C.H.U.D. 2 (1989) jako płk Masters
- I o to chodzi! (1989) jako Adolf Hitler
- Nikt nie jest doskonały (1989) jako dr Duncan
- Rzeka śmierci (1989) jako Wolfgang Manteuffel
- Pogrzebani żywcem (1990) jako dr Gary Julian
- Peryskop w górę (1990) jako Wedgewood
- Karaluchy pod poduchy (1996) jako senator Dougherty
- Wyspa McCinseya (1998) jako Walter Denkins
- Bejsbolo-kosz (1998) jako Baxter Caine
- Wysłanniczka (1998) jako Ron Fairfax
- Pootie Tang – pogromca zła (2001) jako Dick Lecter
- Szczęście na kredyt (2003) jako Tulley Sr.
- Przepraszam, że żyję (2012) jako Jacob

Seriale TV:
- Gunsmoke (1955–75) jako Andy Bowers/Kid (gościnnie; 1956 i 1957)
- Alfred Hitchcock przedstawia (1955–65) jako Art (gościnnie, 1959)
- Zorro (1957–59) jako Miguel Roverto (gościnnie, 1959)
- Bonanza (1959–73) jako Luke Martin (gościnnie, 1962)
- Nietykalni (1959–63) jako Charlie Argos (gościnnie, 1963)
- The Man from U.N.C.L.E. (1964–68) jako Napoleon Solo
- Sierżant Anderson (1974–78) jako Andrew Simms/Lou Malik (gościnnie; 1975 i 1976)
- Columbo jako Hayden Danziger w odc. Wzburzone wody z 1975 oraz jako Charles „Charlie” Clayw odc. Ostatni toast za Komandora z 1976
- Waszyngton za zamkniętymi drzwiami (1977) jako Frank Flaherty
- Hawaii Five-O (1968–80) jako Sebastian Rolande (gościnnie, 1979)
- Statek miłości (1977–86) jako Charlie Paris (gościnnie, 1981)
- Napisała: Morderstwo (1984–96) jako Gideon Armstrong/Edwin Chancellor/Charles Winthrop (gościnnie; 1985, 1989 i 1992)
- Drużyna A (1983–87) jako gen. Hunt Stockwell
- Legendy Kung Fu (1993–97) jako Rykker (gościnnie, 1993)
- Prawo Burke’a (1994–95) jako William Shane (gościnnie, 1995)
- Diagnoza morderstwo (1993–2001) jako Bill Stratton/Alexander Drake (gościnnie; 1996 i 1997)
- Pomoc domowa (1993–99) jako James Sheffield, ojciec Maxwella (gościnnie; w 2 odcinkach z 1996 i 1998)
- Strażnik Teksasu (1993–2001) jako dr Stewart Rizor (gościnnie, 1996)
- Siedmiu wspaniałych (1998–2000) jako sędzia Oren Travis
- Prawo i porządek (1990–2010) jako Carl Anderton (gościnnie; w 3 odcinkach w 1997 i 1998)
- Prawo i porządek: sekcja specjalna (od 1999) jako Tate Speer/Walter Briggs (gościnnie; 2006 i 2015)
- Mała Brytania w Ameryce (2008) jako Paul Getty II (gościnnie)
- Przekręt (2004–12) jako Albert Stroller
- Coronation Street (od 1960) jako Milton Fanshaw (w 13 odcinkach z 2012)